# Zurab Gigashvili
Zurab Gigashvili (in georgiano ზურაბ გიგაშვილი?; Tbilisi, 20 novembre 2001) è un calciatore georgiano, difensore del Kavala.

## Caratteristiche tecniche
È un difensore centrale.

## Carriera

### Club
Cresciuto nel settore giovanile dell'Ankaragücü, nel 2020 si trasferisce in Russia dove inizia la propria carriera professionistica fra le file del Tambov; debutta in prima squadra il 5 dicembre in occasione dell'incontro di Prem'er-Liga perso 5-1 contro lo Spartak Mosca.

### Nazionale
Ha giocato nella nazionale georgiana Under-21.

## Statistiche
Statistiche aggiornate al 6 marzo 2021.

### Presenze e reti nei club
| Stagione        | Squadra         | Campionato      | Campionato | Campionato | Coppe nazionali | Coppe nazionali | Coppe nazionali | Coppe continentali | Coppe continentali | Coppe continentali | Altre coppe | Altre coppe | Altre coppe | Totale | Totale | Totale |
| Stagione        | Squadra         | Comp            | Pres       | Reti       | Comp            | Pres            | Reti            | Comp               | Pres               | Reti               | Comp        | Pres        | Reti        | Pres   | Reti   |        |
| --------------- | --------------- | --------------- | ---------- | ---------- | --------------- | --------------- | --------------- | ------------------ | ------------------ | ------------------ | ----------- | ----------- | ----------- | ------ | ------ | ------ |
| 2020-2021       | Tambov          | PL              | 4          | 0          | CR              | 1               | 0               |                    | -                  | -                  |             | -           | -           | 5      | 0      |        |
| Totale carriera | Totale carriera | Totale carriera | 4          | 0          |                 | 1               | 0               |                    | -                  | -                  |             | -           | -           | 5      | 0      |        |